# 287 г. пр.н.е.
287 (двеста осемдесет и седма) година преди новата ера (пр.н.е.) е година от доюлианския (Помпилийски) римски календар.

## Събития

### В Гърция
- Град Атина се вдига на бунт срещу властта на македонския цар Деметрий I Полиоркет, който успява да удържи контрола над Пирея.
- Деметрий, загубил голяма част от царството си поради нападението на царете Пир и Лизимах заминава с флота и част от силите си да води военна кампания в Мала Азия като оставя останалите си владения в Гърция под властта на сина си Антигон.[1]

### В Римската република
- Консули са Марк Клавдий Марцел и Гай Навций Рутил.
- Приет е Lex Hortensia, който прави решенията взети от плебейското народно събрание задължително за всички граждани.[2]

## Родени
- Архимед, древногръцки математик, астроном, физик и инженер (умрял 212 г. пр.н.е.)

## Починали
- Антипатър I Македонски, цар на Древна Македония от 297 до 294 пр.н.е. от династията Антипатриди
- Фила, македонска благородничка и диадохска царица (родена 340 г. пр.н.е.)